# تشينغ
تشينغ هي آلة موسيقية شعبية صينية قديمة جدا، شكلها بسيط وصنعها دقيق. يرجع تاريخ آلة تشينغ إلى المجتمع الأمومي وكانت تسمى ب«شي» أو «مينغ تشيو». وكان الناس في ذلك الوقت يعيشون على صيد السمك، وبعد الصيد يقرعون الأحجار ويرقصون للتسلية. ورويدا رويدا أصبحت هذه الأحجار التي يقرعونها آلة موسيقية نقرية آلة تشينغ. في البداية استخدمت آلة تشينغ بشكل رئيسي في نشاطات الموسيقى والرقص للناس القدماء، وفيما بعد أصبحت تعزف في الموسيقى الكلاسيكية للملوك في نشاطات الحروب وتقديم القرابين.